# Ugly Beauty
《Ugly Beauty》是臺灣歌手蔡依林的第14張原創錄音室專輯，由索尼音樂和凌時差音樂於2018年12月26日發行。專輯由陳星翰、剃刀蔣、陳君豪、Øzi、蔡依林共同製作，曲風融合流行、雷鬼、電子和嘻哈等元素，主題探討打破世俗審美標準及人類情感兩極，蔡依林希望「掀開藏在完美表面背後的醜陋，窺探費勁全力埋葬起來的情緒」。
專輯在臺灣發行實體專輯，並獲得2019年度專輯銷量第一名。專輯在中國大陸僅發行數位專輯，截至2025年4月15日，數位銷量超過95萬張，成為該地區港台女歌手數位唱片銷量第一名。
專輯入圍金曲獎八項，最終專輯最獲得年度專輯獎，歌曲〈玫瑰少年〉獲得年度歌曲獎。專輯發行後，蔡依林於2019年12月30日在臺北市展開第五輪巡演「Ugly Beauty世界巡迴演唱會」，巡演於2024年8月18日於廈門市結束。

## 背景和發展
2016年7月26日，媒體報導蔡依林將專心籌備新專輯。同年11月12日，蔡依林在Instagram上透露她前往瑞典音樂製作公司The Kennel，並和Hayley Aitken、Olof Lindskog、Johan Moraeus等人合作。2017年7月18日，經紀人王永良表示新專輯的製作成本將超過新臺幣一億元，且蔡依林將自組團隊創作歌曲、拍攝MV和進行宣傳。
同月20日，蔡依林透露新專輯的曲目已完成八成，並表示她會根據年齡和聲音的可能性做出改變。同日，透露已邀請阿信參與合作。同年9月11日，蔡依林透露兩首歌曲已完成錄製，但新專輯的進度落後。2018年3月1日，蔡依林在Instagram上透露她前往泰國Karma Sound Studios，和Richard Craker、Rhys Fletcher、Alex Sypsomos及楊宥閑等人合作。同月14日，她在「台北米其林指南2018晚宴」上表示已開始挑選主打歌。
同年5月15日，在接受《尼龍》雜誌專訪時，蔡依林表示專輯將包含11首歌曲，並已完成四首的錄製，她形容專輯是「最誠實的專輯」。同年6月12日，蔡依林透露新專輯曲風多樣，並表示進度已達五成，預計年底發行。同年6月24日，她在QQ音樂《樂見大牌》節目中表示專輯將包含她的創作，且舞曲仍將為主。同年9月12日，媒體報導她已開始拍攝新歌MV的前置作業。同年10月4日，王永良透露專輯將在10月完成錄製，並於11月開始拍攝封面和MV。同月13日，蔡依林在台北時裝週上透露專輯將於12月發行。同年11月12日，她在微博上宣布專輯錄製已完成。

## 創作和錄製
第一主打〈怪美的〉由吳青峰填詞，蔡依林透露曾讓吳青峰四度修改歌詞，吳青峰回應稱蔡依林對音樂的要求已經從對他人眼光轉為對自己內在的要求。該歌曲融合了多種音樂元素，包含俏皮的嘴唇摩擦聲、強烈的鼓打貝斯及後段的饒舌，並由蔡依林參與作曲。蔡依林表示，這首歌曲的製作時間最長，因她在錄音室內多次嘗試不同的音色和詮釋方式。
第二主打歌〈腦公〉以輕快的搖滾節奏為主軸，Øzi設計了大量和聲以增強歌曲的熱鬧氛圍，蔡依林表示希望這首歌能成為未來的結婚進行曲。第三主打〈玫瑰少年〉靈感來自葉永鋕事件，該歌曲呼籲打破性別框架，並支持各種性向與外貌的群體。歌曲融合南洋樂器、熱帶浩室及舞場雷鬼元素，情感細膩，歌詞具有強烈的表達力。第四主打〈消極掰〉以未來貝斯為基底，蔡依林用慵懶頹廢的唱腔表達對生活中「鳥狀況」的無奈，並表示歌曲旨在祝福那些面對不願處理的問題的人。
第五主打〈紅衣女孩〉融合流行樂和模糊饒舌，蔡依林使用低音聲線營造詭譎氛圍，並將歌曲描述為一個「鬼故事」的感覺。第六主打〈你也有今天〉以雷鬼節奏為主，歌詞表達了對「負心漢」的回應，蔡依林希望透過這首歌表達活得比他人更精彩的概念。第七主打〈愛的羅曼死〉融合古典鋼琴、電氣聲響、哥德搖滾和節奏藍調元素，歌詞以殘酷且美感的方式描述現代愛情。蔡依林表示，歌曲探索了婚禮之後可能發生的現實。第八主打〈甜秘密〉以彈跳音樂為基調，歌詞直接有力，呈現甜美的性感與危險的挑逗。蔡依林認為認識自己的身體同時也是了解慾望。
歌曲〈惡之必要〉以硬蕊饒舌的唱法表現壓抑和解放的衝突，蔡依林透過這首歌告訴聽眾內心的恐懼並不如想像中的邪惡。該歌曲融合合成器、哥德搖滾和陷阱音樂，表現暴力且美感的氛圍。歌曲〈如果我沒有傷口〉以復古靈魂民謠為基底，融合嘻哈、搖滾和靈魂樂，歌詞探討愛情中真正的勇敢。蔡依林表示，這首歌傳遞了相信愛情的力量。歌曲〈你睡醒再看〉以另類節奏藍調為主軸，並加入蔡依林夢境中經常出現的場景聲音，歌詞靈感來自卡爾·榮格的「心理陰暗」概念。蔡依林用呢喃式的唱法表達內心的真實情緒，並表示夢境是孤獨的精神旅程，信任潛意識傳遞的訊息。該歌曲的Demo由黃子源、米奇林和何宇勝即興創作。

## 造型和包裝
2018年11月27日，該專輯首波造型寫真公開，主題為「真理之口」。其中一張蔡依林佩戴Shuting Qiu品牌的紅唇飾品，搭配詭異手勢與脆弱眼神，呈現專輯強調打破世俗美醜觀念的主題。該寫真及預購限量版內頁由攝影師鍾靈與造型師Yii Ooi共同打造，服裝來自華人新銳設計師品牌Pronounce、Shushu/Tong、Villa XRWA和Windowsen。
同年12月14日，第二波造型寫真和專輯正式版封面公開。該寫真以黑白兩色為主，蔡依林身著Gareth Pugh黑色西裝外套、皮革手套及過膝長靴，表達專輯強調負面情緒正當性的概念。該寫真及正式版內頁由攝影師江民仕、造型師鄧麗和Formz團隊成員Tungus Chan、Matthew Chan共同打造，其他內頁服裝來自Marc Jacobs和Richard Quinn等品牌。
專輯正式版包裝由顏伯駿設計，靈感來自「潘朵拉的盒子」，顏伯駿認為該故事與專輯中的陰性主義概念契合，且該神話故事的希望象徵符合專輯探討人性善惡的主題。預購限量版使用四種不同封面布製外盒，附贈兩百頁寫真日記本。

## 發行和宣傳
2018年12月4日，蔡依林在臺灣臺北市舉辦專輯預購造勢活動。同月5日，該專輯預購限量版開放預購，共一萬張，開放後一分鐘內售罄。同月26日，蔡依林在中國北京市舉辦專輯發布會。2019年1月20日和27日，蔡依林分別在臺灣臺北市和高雄市舉辦「Ugly Beauty專輯簽名握手沒有擁抱會」。同年4月10日，媒體報導該專輯製作和宣傳費用超過新臺幣七千萬元。同年5月18日，蔡依林在中國上海市舉辦「Ugly Beauty音樂分享會」。

### 單曲
2018年12月21日，蔡依林發行單曲〈怪美的〉。該單曲在發行首日獲得包括馬來西亞、臺灣和中國大陸在內的數位歌曲排行榜第一名，並在菲律賓、香港、新加坡等地的數位歌曲排行榜進入前十名。同月26日，蔡依林發布歌曲〈怪美的〉的MV。MV由陳奕仁執導，主題為「蔡依林審判蔡依林，讓過去的蔡依林與現在的蔡依林和解」，並回顧蔡依林出道至今的「黑歷史」。MV斥資新臺幣1500萬元，是蔡依林迄今成本最高的MV。MV在發布首週獲得臺灣YouTube發燒影片排行榜週榜第一名、音悅V榜MV作品榜港台篇週榜第一名，以及Bilibili全站排行榜週榜第一名。
2019年1月4日，〈怪美的〉獲得中國公告牌音樂單曲榜週榜第一名，成為該榜單開榜以來的首支冠軍單曲。歌曲〈玫瑰少年〉、〈你也有今天〉、〈紅衣女孩〉、〈甜秘密〉、〈腦公〉和〈消極掰〉分別獲得中國公告牌音樂單曲榜週榜第七名、第20名、第十名、第十名、第11名、及第十名的最高成績。同月31日，該歌曲獲得臺灣Hit FM年度百首單曲第一名，蔡依林也因此成為獲得該榜單冠軍次數最多的歌手。

### 音樂影片
2019年1月28日，蔡依林發布歌曲〈腦公〉的MV，由張時霖執導，靈感來自1980年代香港電影，並邀請吳君如和鄭愷參與出演。同年2月15日，蔡依林發布歌曲〈玫瑰少年〉的MV，由Ryan Parma執導，並獲得2019年度臺灣YouTube熱門音樂影片點閱排行榜第六名。同年3月12日，蔡依林發布歌曲〈消極掰〉的MV，由張時霖執導，並在發布首週獲得QQ音樂MV巔峰榜港台榜週榜第1名和Bilibili音樂排行榜週榜第一名。
同年4月2日，蔡依林發布歌曲〈紅衣女孩〉的MV，由程偉豪執導，斥資新臺幣1500萬元拍攝，並邀請徐熙娣和王柏傑參與出演。同日，MV於臺灣臺北市信義威秀影城舉辦首映會。MV在發行首週獲得QQ音樂MV巔峰榜總榜週榜第1名和Bilibili音樂排行榜週榜第一名。《新京報》評價此MV「改變了此前音樂影像作品簡單同步歌手表演的做法，對音樂行業的影視作品而言，如同一部啓示錄」。
同年5月9日，蔡依林發布歌曲〈你也有今天〉的MV，由黃婕妤執導，故事改編自第二次世界大戰時期的安納塔漢島女王事件。MV在發布首週獲得QQ音樂MV巔峰榜總榜週榜第1名和Bilibili音樂排行榜週榜第一名。同年6月26日，蔡依林發布歌曲〈愛的羅曼死〉的MV，由程偉豪執導，並邀請鳳小岳和陳竹昇參與出演。
2020年12月16日，蔡依林發布歌曲〈甜秘密〉的MV，由廖人帥執導，並邀請老高與小茉參與出演。MV斥資新臺幣1200萬元拍攝，靈感來自紀錄片《教海豚說話的女孩》。

### 現場表演
2018年12月31日，蔡依林參加江蘇衛視舉辦的「2019江蘇衛視跨年演唱會」，並演唱歌曲〈怪美的〉。2019年1月5日，她參加錄製臺視舉辦的「2019超級巨星紅白藝能大賞」，並演唱歌曲〈怪美的〉和〈玫瑰少年〉。同月26日，蔡依林參加「第14屆KKBox風雲榜頒獎典禮」，並演唱歌曲〈甜秘密〉、〈怪美的〉和〈腦公〉。
同年4月5日，蔡依林參加愛奇藝綜藝節目《青春有你》，並和管櫟、嘉羿、孫澤霖、馮俊傑、連淮偉共同演唱〈怪美的〉。同月11日，她參加湖南衛視綜藝節目《歌手2019》，並和吳青峰共同演唱〈怪美的〉。同年6月2日，蔡依林參加「2019年Hito流行音樂獎頒獎典禮」，並演唱歌曲〈甜秘密〉和〈你也有今天〉。
同月29日，蔡依林參加「第30屆金曲獎頒獎典禮」，並演唱歌曲〈怪美的〉。同年8月30日，她參加「2019愛奇藝尖叫之夜·華人歌曲音樂盛典晚會」，並演唱歌曲〈怪美的〉和〈玫瑰少年〉。同年11月10日，蔡依林參加「蘇寧易購11.11嗨爆夜」，並演唱歌曲〈怪美的〉。同年12月14日，她參加「第13屆音樂盛典咪咕匯」，並演唱歌曲〈怪美的〉、〈玫瑰少年〉、〈甜秘密〉和〈腦公〉。
同月23日，蔡依林參加錄製中央廣播電視總台舉辦的「啟航2020中央廣播電視總台跨年盛典」，並演唱歌曲〈怪美的〉。2023年6月5日，蔡依林登上日本YouTube音樂頻道《The First Take》，並演唱歌曲〈玫瑰少年〉。

### 巡演
2019年9月20日，蔡依林宣布「Ugly Beauty世界巡迴演唱會」將於12月30日在臺北小巨蛋開始，並透露此次巡演將和創意團隊The Squared Division合作。同年12月31日，媒體報導該巡演僅臺北場的製作成本就超過新臺幣2億4600萬元，創下臺北小巨蛋歷史上最高的演唱會成本紀錄。然而，因應全球爆發嚴重特殊傳染性肺炎，2020年1月起，該巡演的其他場次開始宣布延期。
同年11月20日，蔡依林宣布巡演將於臺灣高雄市高雄巨蛋重新啟動。2021年3月12日，她宣布將在臺北小巨蛋加開五場。2022年1月7日，受疫情影響，所有中國大陸場次被取消。同年10月13日，蔡依林宣布在臺灣的最終場次將於12月31日至翌年1月2日及1月6日至8日在臺北小巨蛋舉辦。在臺灣，該巡演在兩個城市舉辦23場，製作成本約新臺幣四億元，票房收入約新臺幣6.8億元，觀眾人數約25萬。
2023年6月19日，蔡依林宣布中國大陸場次將於7月22日在廣州市展開。最終，該巡演於2024年8月18日在廈門市結束。該巡演歷時四年七個月，在27個城市舉辦了63場演出。

## 商業表現
專輯在發行首日創下了臺灣Spotify史上單日最高串流量專輯的紀錄。2019年3月8日，蔡依林憑藉專輯成為臺灣Spotify史上最高串流量女歌手。同年12月3日，臺灣Spotify公布「2019台灣總回顧榜單」，專輯獲得年度最多串流收聽次數專輯第二名，蔡依林也獲得年度最多串流收聽次數歌手第三名、年度最多串流收聽次數女歌手第一名和年度最多串流收聽次數台灣歌手第二名。
此外，專輯在包括澳門、菲律賓、柬埔寨、馬來西亞、臺灣、香港、新加坡和中國大陸等地的數位專輯排行榜中，均獲得了第一名的最高成績。並且，在土耳其、越南、智利等地的數位專輯排行榜中，進入了前十名。截至2018年12月31日，專輯在中國大陸的數位專輯銷量超過22萬張，並成為中國大陸年度女歌手數位唱片銷量第二名。2019年，專輯成為中國大陸史上港台女歌手數位專輯銷量第一名，蔡依林也因此成為中國大陸史上數位專輯銷量港台女歌手第一名。
在臺灣，專輯在包括博客來、誠品書店、光南大批發、佳佳唱片、玫瑰大眾、五大唱片和PChome等平台上，均獲得了唱片銷量排行榜週榜第一名的最高成績。2018年，專輯在博客來年度唱片銷量排行榜中排名第八、光南大批發年度唱片銷量排行榜第三、佳佳唱片年度唱片銷量排行榜第四、玫瑰大眾年度唱片銷量排行榜第二、五大唱片年度唱片銷量排行榜第三。
2019年，專輯在光南大批發年度唱片銷量排行榜中排名第三、佳佳唱片年度唱片銷量排行榜第八、玫瑰大眾年度唱片銷量排行榜第一、五大唱片年度唱片銷量排行榜第五，並在2019年YesAsia華語唱片銷量排行榜中排名第二。2020年12月7日，《富比世》雜誌報導該專輯在臺灣為2019年度唱片銷量第一名。

## 評價
| 評論得分        | 評論得分 |
| 來源            | 評分     |
| --------------- | -------- |
| 《海峽時報》    | [ 95 ]   |
| PlayMusic音樂網 | [ 96 ]   |
| QQ音樂          | [ 97 ]   |

金曲獎評審評價，專輯中蔡依林面對傷痛與外界嘲諷，並鼓勵聽眾熱愛自己的身體，透過歡快舞曲療癒內心傷痛，呈現出獨特的敘事角度和風格。唱工委音樂獎評審認為，專輯製作優秀，曲風、排序和風格分配合理，概念統一完整，能引起聽眾共鳴，並對音樂潮流有所引領。同時指出，專輯透過概念完整的演唱、製作和視覺呈現，創造出具時尚感的流行符號。中華音樂人交流協會評價專輯製作精良，並認為其充滿創意和野心，符合蔡依林的天后高度。
Everything Is Noise網站樂評人Billie Helton則稱該專輯為偉大的流行樂專輯，並表示其展現了蔡依林的多樣化音樂才華。新浪微博樂評人鄒小櫻認為這是蔡依林的個人裏程碑專輯，兼顧敘事性和時尚潮流。樂評人銳利修蕊則指出該專輯提升了聽眾對審美的需求。PlayMusic音樂網樂評人Felix給予專輯4.5/5評分，並認為其主題完整，充滿黑色幽默並展現蔡依林的自信和正能量。
QQ音樂評為該專輯4/5，並將其列為「2018年最值得聽的60張專輯」之一，評價其為《Myself》系列的終章，表現出對自我的接受和探索。臺灣版《GQ》雜誌也將專輯評為「2018年不能錯過的12張華語專輯」之一，並稱其回應蔡依林的傷痛和嘲諷。《新京報》評為「年度十佳華語專輯」之一，並稱讚其對內外世界的探討及不斷進步的音樂素養。《南方都市報》將專輯列為「2018年度十大華語唱片」第一名，娛樂重擊則評為第三名。臺灣Hit FM將專輯列為「2018年度十大專輯」之一。日文版國際在綫將專輯列為「2018年度十大中文專輯」第一名。
騰訊音樂浪潮評委會將專輯評為2010—2020年最佳華語專輯中的第七名，並稱其為蔡依林的集大成之作，探討多元審美、校園霸凌、心靈成長等社會議題，證明舞曲也能承載深刻內容。

## 獎項
2019年3月25日，蔡依林憑藉專輯獲得第26屆東方風雲榜港台地區最佳女歌手。同年5月12日，該專輯獲得中華音樂人交流協會2018年度十大專輯，歌曲〈玫瑰少年〉獲得2018年度十大單曲。
同月15日，第30屆金曲獎公布入圍名單，專輯共計入圍七項，包括年度專輯獎、最佳國語專輯獎、最佳演唱錄音專輯獎，歌曲〈玫瑰少年〉入圍年度歌曲獎，歌曲〈怪美的〉的MV入圍最佳音樂錄影帶獎，蔡依林憑藉該專輯入圍最佳國語女歌手獎，陳星翰和蔡依林憑藉歌曲〈怪美的〉入圍最佳單曲製作人獎。
同年6月2日，該專輯獲得2019年Hito流行音樂獎Hito冠軍王，歌曲〈怪美的〉獲得十大華語歌曲和2018年度百首單曲冠軍，蔡依林憑藉該專輯獲得Hito女歌手。同月21日，該專輯獲得第12屆Freshmusic Awards年度十大專輯。
同月29日，專輯獲得兩座金曲獎，包括年度專輯獎，歌曲〈玫瑰少年〉獲得年度歌曲獎。同年7月31日，該專輯獲得第三屆唱工委音樂獎最佳流行專輯和最佳流行表演，歌曲〈怪美的〉獲得最佳編曲和最佳單曲製作，歌曲〈怪美的〉的MV獲得最佳音樂錄影帶。同年8月30日，該專輯獲得2019年全球華人歌曲排行榜港台及海外地區年度最佳專輯，歌曲〈怪美的〉獲得年度金曲，蔡依林憑藉該專輯獲得港台及海外地區年度最受歡迎女歌手。
同年12月4日，陳星翰、剃刀蔣和陳君豪憑藉該專輯獲得2019年Mnet亞洲音樂大獎最佳製作人，Kiel Tutin憑藉歌曲〈玫瑰少年〉的MV編舞獲得最佳編舞。同月14日，蔡依林憑藉該專輯獲得第13屆音樂盛典咪咕匯年度港台最受歡迎女歌手和年度最具號召力女歌手，歌曲〈怪美的〉獲得年度十大金曲。2020年1月18日，蔡依林憑藉該專輯獲得第15屆KKBox風雲榜年度風雲歌手。同年7月15日，歌曲〈紅衣女孩〉的MV入圍第31屆金曲獎最佳音樂錄影帶獎。

## 曲目
| 曲序     | 曲目                            |                   | 作曲                                                                    | 编曲                       | 製作人            | 时长  |
| -------- | ------------------------------- | ----------------- | ----------------------------------------------------------------------- | -------------------------- | ----------------- | ----- |
| 1.       | 惡之必要（Necessary Evil）      | - 李維菁 - 剃刀蔣 | - 剃刀蔣 - 陳星翰                                                       | 剃刀蔣                     | 剃刀蔣            | 3:48  |
| 2.       | 玫瑰少年（Womxnly）             | - 蔡依林 - 阿信   | - 剃刀蔣 - 蔡依林                                                       | 剃刀蔣                     | 剃刀蔣            | 3:11  |
| 3.       | 怪美的（Ugly Beauty）           | 吳青峰            | - Rhys Fletcher - 楊宥閑 - Richard Craker - 蔡依林 - 陳星翰 - 洪筠惠    | 陳星翰                     | - 陳星翰 - 蔡依林 | 3:02  |
| 4.       | 你也有今天（Karma）             | 藍小邪            | - 蔡依林 - Hayley Aitken - Johan Gustafsson                             | - 陳星翰 - 鄭人豪          | 陳星翰            | 3:06  |
| 5.       | 紅衣女孩（Lady in Red）         | 嚴云農            | - 倪子岡 - 王美蓮 - Karencici - Jeff Bova                               | - 陳星翰 - 剃刀蔣          | 陳星翰            | 3:14  |
| 6.       | 甜秘密（Sweet Guilty Pleasure） | 阿弟仔            | - 蔡依林 - Olof Lindskog - Hayley Aitken - Johan Moraeus                | - 陳星翰 - 馬仕釗          | 陳星翰            | 3:27  |
| 7.       | 愛的羅曼死（Romance）           | 黃偉文            | 劉偉德                                                                  | 陳君豪                     | 陳君豪            | 4:41  |
| 8.       | 如果我沒有傷口（Vulnerability） | 廖庭翊            | 宋念宇                                                                  | - 陳君豪 - 宋念宇 - 簡道森 | 陳君豪            | 5:01  |
| 9.       | 腦公（Hubby）                   | 李若君            | - Rhys Fletcher - 楊宥閑 - Richard Craker - Alex Syps - 蔡依林 - 洪筠惠 | - 陳星翰 - 鄭人豪          | - 陳星翰 - Øzi    | 2:52  |
| 10.      | 消極掰（Life Sucks）            | 王永良            | - Sam Fishman - Jazelle Rodriguez - Samuel Petersen                     | - 陳星翰 - 鄭人豪          | - 剃刀蔣 - 陳星翰 | 3:02  |
| 11.      | 你睡醒再看（Shadow Self）       | 黃子源            | - 米奇林 - 蔡依林 - 何宇勝                                              | 黃少雍                     | 陳君豪            | 3:41  |
| 总时长： | 总时长：                        | 总时长：          | 总时长：                                                                | 总时长：                   | 总时长：          | 39:05 |

## 幕後人員
曲目 #1
- 剃刀蔣—人聲音效設計、人聲音效
- 蔡依林—人聲音效
- 陳振發—錄音師
- 強力錄音室—錄音室
- Luca Pretolesi（英语：Luca Pretolesi）—混音工程師
- Andy Lin—混音助理工程師
- Studio DMI—混音工作室

曲目 #2
- 陳怡茹—歌詞協力
- 剃刀蔣—和聲編寫
- 蔡依林—和聲
- 陳文駿—錄音師
- 白金錄音室—錄音室
- Luca Pretolesi—混音工程師
- Andy Lin—混音助理工程師
- Studio DMI—混音工作室

曲目 #3
- 鄭人豪—執行製作
- 馬毓芬—和聲編寫、和聲
- 蔡依林—和聲
- 陳振發—和聲錄音師
- 白金錄音室—和聲錄音室
- 陳文駿—錄音師
- 強力錄音室—錄音室
- Luca Pretolesi—混音工程師
- Scott Banks—混音助理工程師
- Andy Lin—混音助理工程師
- Studio DMI—混音工作室

曲目 #4
- 鄭人豪—執行製作
- 黃慶原—木琴
- 巴龍隆—電吉他
- 張仲麟—木吉他
- 後藤史圭—貝斯
- 陳振發—錄音師
- 白金錄音室—錄音室
- Luca Pretolesi—混音工程師
- Andy Lin—混音助理工程師
- Studio DMI—混音工作室

曲目 #5
- 潘信維—執行製作、鋼琴
- 馬仕釗—和聲編寫
- 蔡依林—和聲
- 陳振發—錄音師
- 陳文駿—錄音師
- 白金錄音室—錄音室
- 強力錄音室—錄音室
- Luca Pretolesi—混音工程師
- Andy Lin—混音助理工程師
- Studio DMI—混音工作室

曲目 #6
- 潘信維—執行製作
- 巴龍隆—電吉他
- 陳振發—錄音師
- 陳文駿—錄音師
- 白金錄音室—錄音室
- 強力錄音室—錄音室
- 林清智—吉他錄音師
- 好威龍音樂工作室—吉他錄音室
- Luca Pretolesi—混音工程師
- Scott Banks—混音助理工程師
- Andy Lin—混音助理工程師
- Studio DMI—混音工作室

曲目 #7
- 陳君豪—合成器、鋼琴、合音編寫
- 張晁毓—鋼琴
- 黃玠瑋—合音編寫、製作助理
- 陳文駿—人聲錄音師
- 楊敏奇—鋼琴錄音師
- 蔡周翰—錄音助理
- 白金錄音室—錄音室
- Lights Up Studio—錄音室
- Phil Tan（英语：Phil Tan）—混音師
- Callanwolde Fine Arts Center（英语：Callanwolde Fine Arts Center）—混音室
- Bill Zimmerman—助理混音師

曲目 #8
- 陳君豪—吉他、美樂特朗、貝斯錄音師
- 宋念宇—美樂特朗、合音編寫、合音
- 簡道森—貝斯、合成器貝斯
- 張晁毓—鋼琴
- 江尚謙—鼓
- 潘琪妮—合音編寫
- 蔡依林—合音
- 田雅欣—弦樂編寫
- 曜爆甘音樂工作室—弦樂
- 蔡曜宇—第一小提琴
- 陳泱瑾—第一小提琴
- 駱思雲—第一小提琴
- 盧思茜—第二小提琴
- 朱奕寧—第二小提琴
- 黃雨柔—第二小提琴
- 甘威鵬—中提琴
- 牟啓東—中提琴
- 劉涵—大提琴
- 楊敏奇—弦樂錄音師
- 徐振程—弦樂錄音助理
- 玉成戲院錄音室—弦樂錄音室、鋼琴錄音室、鼓錄音室
- 葉育軒—人聲錄音師、鋼琴錄音師
- 唐士珉—人聲錄音師、鋼琴錄音師
- 白金錄音室—人聲錄音室
- BB Road Studio—人聲錄音室、貝斯錄音室
- 王永鈞—鼓組錄音師
- 蔡周翰—鼓組錄音師
- 黃文萱—混音師
- Purring Sound Studio—混音錄音室
- 黃玠瑋—製作助理

曲目 #9
- Øzi—配唱製作人、和聲編寫
- 剃刀蔣—配唱製作人
- 鄭人豪—執行製作
- 蔡依林—和聲
- 巴龍隆—電吉他
- 黃耀圻—貝斯
- 王永鈞—錄音師
- 陳文駿—錄音師
- 強力錄音室—錄音室
- 陳振發—和聲錄音師
- 白金錄音室—和聲錄音室
- Luca Pretolesi—混音工程師
- Andy Lin—混音助理工程師
- Studio DMI—混音工作室

曲目 #10
- 鄭人豪—執行製作
- 陳振發—錄音師
- 陳文駿—錄音師
- 強力錄音室—錄音室

曲目 #11
- 陳君豪—重混
- 許郁瑛—鋼琴
- 潘琪妮—合音編寫
- 蔡依林—合音
- 葉育軒—錄音師
- 白金錄音室—錄音室
- Phil Tan—混音師
- Callanwolde Fine Arts Center—混音室
- Bill Zimmerman—助理混音師
- 黃玠瑋—製作助理

## 發行歷史
| 地區     | 日期           | 版本                  | 格式              | 經銷商     |
| -------- | -------------- | --------------------- | ----------------- | ---------- |
| 全球     | 2018年12月26日 | 正式版                | 數位下載 串流媒體 | 凌時差音樂 |
| 臺灣     | 2018年12月26日 | 怪美珍藏版 怪美精裝版 | CD                | 索尼音樂   |
| 馬來西亞 | 2019年1月9日   | 正式版                | CD                | 索尼音樂   |

## 外部連結
- YouTube上的《Ugly Beauty》播放列表
- YouTube上的《姊說 Ugly Beauty》